# 第76屆坎城影展
第76屆坎城影展於2023年5月16日至5月27日在法國坎城節慶宮舉辦。評審團主席由瑞典導演魯本·奧斯倫擔任。法國導演麥雯的新作《杜巴利伯爵夫人》被選為開幕片。美國導演彼得·孫執導的動畫電影《元素方城市》被選為閉幕片。

## 評審團

### 正式競賽[5]
- 魯本·奧斯倫：導演。（評審團主席）
- 瑪莉安·圖澤尼（阿拉伯语：مريم التوزاني）：導演、編劇。
- 丹尼斯·門諾切特（法语：Denis Ménochet）：演員。
- ／ 朗嘉諾·尼歐尼（英语：Rungano Nyoni）：導演、編劇。
- 布麗·拉森：演員。
- 保羅·迪諾：演員。
- 阿提克·拉希米：作家。
- 達米恩·斯弗隆：導演、編劇。
- 茱莉亞·迪古何諾：導演、編劇。

### 一種注目[6]
- 約翰·C·萊利：演員。（評審團主席）
- 艾莉絲·溫諾克爾（法语：Alice Winocour）：導演、編劇。
- 寶拉·貝爾：演員。
- ／ 周戴維：導演、監製。
- 愛蜜麗·德奎恩：演員。

### 金攝影機獎[7]
- 安娜伊·德慕絲提：演員。（評審團主席）
- 拉斐爾·佩松納茲（法语：Raphaël Personnaz）：演員。
- 娜塔莉·杜蘭（法语：Nathalie Durand）：攝影。
- 米蓋·巴奇（法语：Mikael Buch）：導演、編劇。
- 蘇菲·弗里利：TITRAFILM首席執行官。
- 尼古拉斯·馬卡德：雜誌主編。

### 短片競賽／電影基石[8]
- 恩伊達·伊爾蒂蔻：導演、編劇。（評審團主席）
- ／ 安娜·莉莉·阿米普爾：導演、編劇。
- 夏洛特·勒彭：演員、導演。
- 卡里德嘉·圖雷（法语：Karidja Touré）：演員。
- 施洛米·艾卡貝茲（希伯來語：שלומי אלקבץ）：導演、編劇、演員、監製。

### 獨立評審團

#### 國際影評人週[9]
- 奧黛麗·迪萬：導演。（評審團主席）
- 魯伊·葡卡斯（葡萄牙語：Rui Poças）：攝影。
- 法蘭茲·羅戈斯基：演員
- 米納克什·謝德：影評人。
- 金·尤坦尼：策展人。

#### 金眼睛獎[10]
- 克絲汀·強森（英语：Kirsten Johnson）：導演、攝影。（評審團主席）
- 艾洛絲·貝克特（法语：Ovidie）：作家、導演、演員。
- 蘇菲·佛雪（法语：Sophie Faucher）：演員。
- 佩德羅·皮門塔：導演。
- 讓-克勞德·拉斯皮恩加斯（法语：Jean-Claude Raspiengeas）：影評人。

#### 酷兒棕櫚獎[11]
- 約翰·卡梅隆·米切爾：導演、演員、作家。（評審團主席）
- 伊莎貝爾·桑多瓦爾（英语：Isabel Sandoval）：導演、演員。
- 露易絲·謝維洛特（法语：Louise Chevillotte）：演員。
- 澤諾·格拉頓：導演。
- 賽德里克·蘇奇瓦利：影評人、策展人。

## 官方單元

### 正式競賽
以下電影被選定為競賽片，並依首映日期排序，可角逐最高榮譽金棕櫚獎：
| 中文片名                 | 原文片名                     | 導演             | 製作國                                |
| ------------------------ | ---------------------------- | ---------------- | ------------------------------------- |
| 《怪物》‡                | 怪物                         | 是枝裕和         | 日本                                  |
| 《科西嘉的那個夏天》‡    | Le Retour                    | 凱薩琳·科西妮    | 法國                                  |
| 《青春（春）》Ⓓ          | 《青春（春）》Ⓓ              | 王兵             | 法國、 盧森堡、 荷蘭                  |
| 《救援生死線》           | Asphalt City                 | 尚-史蒂芬·蘇維禾 | 美国                                  |
| 《春風勁草》             | Kuru Otlar Üstüne            | 努里·比格·錫蘭   | 土耳其、 法國、 德国                  |
| 《夢想集中營》           | The Zone of Interest         | 喬納森·格雷澤    | 英国、 波蘭                           |
| 《出走的女兒》Ⓓ          | بنات ألفة                    | 卡勞瑟爾·賓·汗耶 | 突尼西亞、 法國、 德国、 沙烏地阿拉伯 |
| 《我要我們在一起》*      | Banel et Adama               | 拉馬塔-圖拉耶·西 | 、 塞内加尔、 法國                    |
| 《五月的你，十二月的她》 | May December                 | 陶德·海恩斯      | 美国                                  |
| 《一場墜樓的剖析》‡      | Anatomie d'ube chute         | 潔絲汀·楚特      | 法國                                  |
| 《煽動者》               | Firebrand                    | 凱里·阿努茲      | 英国                                  |
| 《落葉》                 | Kuolleet lehdet              | 阿基·郭利斯馬基  | 芬兰                                  |
| 《餓之必要》             | Club Zero                    | 潔西卡·賀斯樂    | 奥地利、 英国、 德国、 法國、 丹麦    |
| 《小行星城》             | Asteroid City                | 魏斯·安德森      | 美国                                  |
| 《教宗家的小兒子》       | Rapito                       | 馬可·貝羅奇奧    | 義大利、 法國、 德国                  |
| 《火上鍋》               | Le Passion de Dodin Bouffant | 陳英雄           | 法國                                  |
| 《親愛電影日記》         | Il sol dell'avvenire         | 南尼·莫瑞提      | 義大利                                |
| 《我的完美日常》         | Perfect Days                 | 文·溫德斯        | 日本                                  |
| 《殘夏》                 | L'Été dernier                | 凱薩琳·布雷亞    | 法國                                  |
| 《盜墓奇美拉》           | La chimera                   | 艾莉絲·羅爾瓦雀  | 義大利、 法國、 瑞士                  |
| 《老橡树酒馆》           | The Old Oak                  | 肯·洛區          | 英国、 法國、 比利时                  |

* 表示為導演的首部長片，可角逐金攝影機獎。
‡ 表示為LGBT題材電影，可角逐酷兒棕櫚獎。
Ⓓ 表示為紀錄片，可角逐金眼睛獎。

### 一種注目
以下電影入選為一種注目，並依首映日期排序，可角逐該單元最高榮譽最佳影片獎： 
| 中文片名                 | 原文片名             | 導演                           | 製作國                                                  |
| ------------------------ | -------------------- | ------------------------------ | ------------------------------------------------------- |
| 《進化症候群》（開幕片） | Le Règne animal      | 湯馬斯·卡耶                    | 法國                                                    |
| 《愛情本性論》‡          | Simple comme Sylvain | 莫妮雅·修克黎                  | 加拿大                                                  |
| 《罪犯們》               | Los delincuentes     | 羅德里戈·莫雷諾                | 阿根廷、 巴西、 盧森堡、 智利                           |
| 《時髦女子》‡            | Rosalie              | 史黛芬妮·迪·朱斯托             | 法國、 比利时                                           |
| 《屍袋》*                | Les Meutes           | 卡邁勒·拉茲拉克                | 摩洛哥                                                  |
| 《非關性愛》*‡           | How To Have Sex      | 莫莉·曼寧·沃克                 | 英国                                                    |
| 《神的孩子不再跳舞》     | The New Boy          | 沃里克·桑頓                    |                                                         |
| 《河邊的錯誤》           | 《河邊的錯誤》       | 魏書鈞                         | 中国                                                    |
| 《再見茱莉亞》*          | وداعا جوليا          | 穆罕默德·科爾多法尼            | 苏丹、 瑞典                                             |
| 《燃冬》                 | 《燃冬》             | 陳哲藝                         | 中国                                                    |
| 《如果我可以冬眠》       | Баавгай Болохсон     | 佐爾傑加爾·普雷夫達什          | 蒙古国                                                  |
| 《預兆》*                | Augure               | 巴洛吉·齊亞尼                  | 刚果民主共和国                                          |
| 《血色之路》*            | Los colonos          | 菲利培·加貝茲                  | 智利、 阿根廷、 英国、 臺灣、 德国、 瑞典、 法國、 丹麦 |
| 《布里提之花             | Crowrã               | 朱奧·薩拉維撒 芮妮·納德·梅索拉 | 巴西、 葡萄牙                                           |
| 《我還有話說》           | های زمینی آیه        | 阿里·阿斯嘉禮 阿里瑞札·卡塔米  | 伊朗                                                    |
| 《禍亂：地下秩序》*      | 화란                 | 金昌勳                         |                                                         |
| 《所有謊言的起源》Ⓓ      | كذب أبيض             | 阿絲茉·艾·穆迪                 | 摩洛哥、 德国、                                         |
| 《再無可失》*            | Rien à perdre        | 黛爾芬·德洛傑特                | 法國                                                    |
| 《塞勒姆》               | Salem                | 尚恩-伯納德·馬龍               | 法國                                                    |
| 《一夜》（閉幕片）       | Une nuit             | 艾歷克斯·魯茲                  | 法國                                                    |

* 表示為導演的首部長片，可角逐金攝影機獎。
‡ 表示為LGBT題材電影，可角逐酷兒棕櫚獎。
Ⓓ 表示為紀錄片，可角逐金眼睛獎。

### 短片競賽
在4,288部提交影片中，以下短片被選定為競賽片，可角逐短片金棕櫚獎：
| 中文片名                       | 原文片名                               | 導演                                  | 製作國          |
| ------------------------------ | -------------------------------------- | ------------------------------------- | --------------- |
| 《母狗》                       | La perra                               | 卡拉·梅洛·甘伯特                      | 哥伦比亚、 法國 |
| 《一切如前》                   | As It Was                              | 阿納斯塔西婭·索洛內維奇 達米安·科庫爾 | 波蘭、 乌克兰   |
| 《乳房》                       | Tits                                   | 埃文德·蘭茲維克                       | 挪威            |
| 《二十七》‡                    | 27                                     | 弗洛拉·安娜·布達                      | 匈牙利、 法國   |
| 《我母親的性欲》               | Le sexs de ma mère                     | 弗朗西斯·卡尼特羅                     | 法國            |
| 《雖然是晚上》                 | Aunque es de noche                     | 吉列爾莫·加西亞·洛佩斯                | 西班牙、 法國   |
| 《巴斯里和薩爾瑪的無止境喜劇》 | Basri & Salma In A Never-ending Comedy | 霍茲·黎剎                             | 印度尼西亞      |
| 《噗》                         | Poof                                   | 瑪格麗特·米勒                         | 美国            |
| 《一無所有》                   | Nada de todo esto                      | 帕特里西奧·馬丁內斯 弗朗西斯科·坎頓   | 阿根廷、 西班牙 |
| 《野性召喚》                   | Wild Summon                            | 卡爾尼·愛麗兒 索爾·福里德             | 英国            |
| 《撞窗之鳥》                   | Fár                                    | 貢納爾·馬丁斯多蒂爾·施呂特            | 冰島            |

‡ 表示為LGBT題材電影，可角逐酷兒棕櫚獎。

### 電影基石
以下16部參賽作品（14部實景真人短片和2部動畫短片）從全球電影學院提交的2,000部作品中選出。包括摩洛哥在內的來自4大洲的13個國家首次入選。
| 中文片名            | 原文片名               | 導演                              | 國家或地區 | 備註                           |
| ------------------- | ---------------------- | --------------------------------- | ---------- | ------------------------------ |
| 《達魯尼郵局》‡     | Daroone Poust          | 沙法赫·阿博薩巴 瑪麗亞姆·馬赫迪耶 | 伊朗       | 卡納梅藝術與文化學院           |
| 《殺死鮑里斯·強森》 | Killling Boris Johnson | 穆薩·奧爾德森-克拉克              | 英国       | 英國國立電影電視學院           |
| 《帶我去》          | Nehemich               | 育哈·吉巴蘇                       | 印度       | 印度電影電視學院               |
| 《伊莫金》          | Imogene                | 凱蒂·布萊爾                       | 美国       | 哥倫比亞大學                   |
| 《阿爾托拉》        | Al Torraa'             | 賈德·查辛                         | 埃及       | 開羅高等電影學院               |
| 《夏至前天》        | A Bright Sunny Day     | 何鈺鵬                            | 美国       | 哥倫比亞大學                   |
| 《下水洞》          | 홀                     | 黃惠仁                            |            | 韓國電影藝術學院               |
| 《他人的聲音》      | La volx des autres     | 法蒂瑪·卡奇                       | 法國       | 法國國家影像與聲音高等學院     |
| 《伊萊克特拉》      | Electra                | 達里亞·卡甚切耶娃                 | 捷克       | 布拉格表演藝術學院電影電視學院 |
| 《黎明》            | Trenc d'alba           | 安娜·拉格斯                       | 西班牙     | 加泰隆尼亞高等電影和音像學院   |
| 《挪威後裔》        | Norwegian Offspring    | 瑪琳·艾蜜莉                       | 丹麦       | 丹麥國家電影學校               |
| 《第八天》          | Osmý Den               | 彼得·皮利普丘克                   | 捷克       | 布拉格表演藝術學院電影電視學院 |
| 《李氏家族》        | The Lee Families       | 徐正美                            |            | 韓國藝術綜合大學               |
| 《獨奏》            | Solos                  | 佩德羅·瓦爾加斯                   | 巴西       | 法阿琵綜合大學                 |
| 《月亮》            | Ayyur                  | 扎納布·瓦克里姆                   | 摩洛哥     | 馬拉喀什視覺藝術學院           |
| 《圓始時代》        | Uhrmenschen            | 于浩                              | 德国       | 巴伯爾斯貝格影視學院           |

‡ 表示為LGBT題材電影，可角逐酷兒棕櫚獎。

### 非競賽片
以下電影被選為非競賽片：
| 中文片名                     | 原文片名                              | 導演              | 製作國 |
| ---------------------------- | ------------------------------------- | ----------------- | ------ |
| 《杜巴利伯爵夫人》（開幕片） | Jeanne du Barry                       | 麥雯              | 法國   |
| 《印第安納瓊斯之命運鐘盤》   | Indiana Jones and the Dial of Destiny | 詹姆士·曼格       | 美国   |
| 《花月殺手》                 | Killers of the Flower Moon            | 馬丁·史柯西斯     | 美国   |
| 《偶像漩渦》‡                | The Idol                              | 山姆·李文森       | 美国   |
| 《蜘蛛窩》                   | 거미집                                | 金知雲            |        |
| 《皮埃爾神父的生命旅程》     | L'Abbé Pierre - Une vie de combats    | 弗雷德里克·泰利爾 | 法國   |
| 《元素方城市》（閉幕片）     | Elemental                             | 彼得·孫           | 美国   |
| 午夜單元                     |                                       |                   |        |
| 《鐵刀奧馬》                 | Omar la fraise                        | 伊萊亞斯·貝爾凱達 | 法國   |
| 《酸雨蝕刻》                 | Acide                                 | 賈斯特·菲力柏特   | 法國   |
| 《寂噤計畫》                 | 사일런스                              | 金泰昆            |        |
| 《甘迺迪》                   | Kennedy                               | 阿努拉格·卡許亞普 | 印度   |
| 《催眠狙擊》                 | Hypnotic                              | 勞勃·羅里葛茲     | 美国   |

‡ 表示為LGBT題材電影，可角逐酷兒棕櫚獎。

### 坎城首映
以下電影被選為坎城首映： 
| 中文片名                 | 原文片名                  | 導演              | 製作國                                        |
| ------------------------ | ------------------------- | ----------------- | --------------------------------------------- |
| 《墨城謎案》             | Perdidos en la noche      | 阿瑪特·艾斯卡藍特 | 墨西哥、 荷蘭、 德国、 丹麦                   |
| 《魔幻尤里卡》           | Eureka                    | 李桑德羅·阿隆索   | 阿根廷、 法國、 德国、 葡萄牙、 墨西哥、 荷蘭 |
| 《愛的時光》‡            | Le Temps D'Aimer          | 卡黛兒·基利維黑   | 法國、 比利时                                 |
| 《博納爾、皮埃爾與瑪莎》 | Bonnard, Pierre et Marthe | 馬丁·波渥斯       | 法國                                          |
| 《雙眼之間》             | Cerrar los ojos           | 維克多·艾里斯     | 西班牙                                        |
| 《首》‡                  | 首                        | 北野武            | 日本                                          |
| 《佔慾情人》             | L'Amour et les Forêts     | 華蕾莉·董澤利     | 法國                                          |

‡ 表示為LGBT題材電影，可角逐酷兒棕櫚獎。

### 特別展映
以下電影被選為特別展映： 
| 中文片名                   | 原文片名                       | 導演               | 製作國             |
| -------------------------- | ------------------------------ | ------------------ | ------------------ |
| 《陷落之城》Ⓓ              | Occupied City                  | 史提夫·麥昆        | 荷蘭、 英国、 美国 |
| 《荒漠斷背情》‡            | Extraña forma de vida          | 佩卓·阿莫多瓦      | 西班牙             |
| 《安塞姆·基弗：流年之聲》Ⓓ | Anselm (Das Rauschen der Zeit) | 文·溫德斯          | 德国               |
| 《幽靈肖像》Ⓓ              | Retratos Fantasmas             | 克雷伯·曼東沙·費侯 | 巴西、 法國        |
| 《再見機器人》             | Robot Dreams                   | 帕布羅·貝嘉        | 西班牙、 法國      |
| 《麵包與玫瑰》Ⓓ            | Bread and Roses                | 薩赫拉·馬尼        | 阿富汗             |
| 《憂鬱少女》Ⓓ              | Little Girl Blue               | 莫娜·阿夏雪        | 法國               |
| 《火之女兒》               | As Filhas do Fogo              | 佩德羅·科斯塔      | 葡萄牙             |
| 《黑衣人》Ⓓ                | Man In Black                   | 王兵               | 法國、 美国、 英国 |
| 《瑪格麗特戀習題》         | Le Théorème de Marguerite      | 安娜·諾維昂        | 法國、 瑞士        |

‡ 表示為LGBT題材電影，可角逐酷兒棕櫚獎。
Ⓓ 表示為紀錄片，可角逐金眼睛獎。

### 坎城經典
以下電影被選為坎城經典：
| 中文片名                                   | 原文片名                                                           | 導演                                  | 製作國        |
| 經典單元                                   | 經典單元                                                           | 經典單元                              | 經典單元      |
| ------------------------------------------ | ------------------------------------------------------------------ | ------------------------------------- | ------------- |
| 《輕蔑》（1963年）                         | Le Mépris                                                          | 尚盧·高達                             | 法國          |
| 《長屋紳士錄》（1947年）                   | 長屋紳士録                                                         | 小津安二郎                            | 日本          |
| 《宗方姐妹》（1950年）                     | 宗方姉妹                                                           | 小津安二郎                            | 日本          |
| 《回歸理性》（1923年）                     | Le Retour à la raison                                              | 曼·雷                                 | 法國          |
| 《意亂情迷》（1945年）                     | Spellbound                                                         | 亞佛烈德·希區考克                     | 美国          |
| 《冒一切風險的階級》（1960年）             | Classe tous risques                                                | 克勞德·梭特                           | 法國、 義大利 |
| 《嗨，是我》（1965年）                     | Բարև, ես եմ                                                        | 弗倫澤·多夫拉強                       | 苏联          |
| 《河畔之約》（1955年）                     | Le Rendez-vous des quais                                           | 保羅·卡皮塔                           | 法國          |
| 《鐵路員工》（1956年）                     | Il ferroviere                                                      | 皮亞托·傑米                           | 義大利        |
| 《密西西比藍調》（1983年）                 | Mississipi Blues                                                   | 貝特杭·塔維涅 羅伯特·帕里什           | 法國、 美国   |
| 《它》                                     | Es                                                                 | 烏利奇·夏孟尼                         | 德国          |
| 《村莊》（1953年）                         | Sie fanden eine Heimat                                             | 利奧波德·林特貝格                     | 瑞士          |
| 《這些健康先生們》（1934年）               | Ces messieurs de la Santé                                          | 皮埃爾·科隆比耶                       | 法國          |
| 《寂寞換換屋》（1969年）                   | Sziget a szárazföldön                                              | 朱迪特·埃萊克                         | 匈牙利        |
| 《莫拉萊斯夫人的骨架》（1959年）           | El esqueleto de la Señora Morales                                  | 羅傑里奧·岡扎雷茲                     | 墨西哥        |
| 《粉紅轉角上的男人》（1962年）             | Hombre de la esquina rosada                                        | 雷納·穆希卡                           | 阿根廷        |
| 《瘋狂之愛》（1969年）                     | L'Amour fou                                                        | 賈克·希維特                           | 法國          |
| 《羅馬帝國艷情史：終極版》（1976年）       | Caligula – The Ultimate Cut                                        | 丁度·巴拉斯 鮑伯·古喬內 賈恩卡洛·路易 | 美国、 義大利 |
| 《被選中的人》（1990年）                   | Ishanou                                                            | 阿里巴姆·西亞姆·夏馬                  | 印度          |
| 紀錄片                                     |                                                                    |                                       |               |
| 《非常高達》Ⓓ                              | Godard par Godard                                                  | 弗洛倫斯·普拉塔雷                     | 法國          |
| 《以此片預告一部不存在的電影：可笑的戰爭》 | Film annonce du film qui n'existera jamais : « Drôles de Guerres » | 尚盧·高達                             | 法國、 瑞士   |
| 《999號房》Ⓓ                               | Chambre 999                                                        | 露比娜·普拉約斯特                     | 法國          |
| 《拉薩姆-貝里傳奇：血管裡的電影》Ⓓ         | La Saga Rassam-Berri, le cinéma dans les veines                    | 米歇爾·丹尼索 弗洛朗·馬耶             | 法國          |
| 《麗芙·烏曼——少有人走的路》Ⓓ               | Liv Ullmann – A Road Less Travelled                                | 德拉傑·阿科卡                         | 挪威          |
| 《華納兄弟100週年》                        | 100 Years of Warner Bros.                                          | 蕾絲莉·伊沃克斯                       | 美国          |
| 《納爾遜·佩雷拉·多斯·桑托斯 - 電影生活》Ⓓ  | Nelson Pereira dos Santos – Vida de Cinema                         | 阿伊達·馬克斯 伊維利斯·費雷拉         | 巴西          |
| 《華達萬歲！》Ⓓ                            | Viva Varda !                                                       | 皮埃爾-亨利·吉貝爾                    | 法國          |
| 《安妮塔》Ⓓ                                | Anita                                                              | 斯韋特蘭娜·齊爾 亞歷克西斯·布魯姆     | 美国          |
| 《浪子麥可·道格拉斯》                      | Michael Douglas, le fils prodige                                   | 艾梅·梅斯塔里                         | 法國          |

Ⓓ 表示為紀錄片，可角逐金眼睛獎。

### 海灘放映
以下電影被選為海灘放映：
| 中文片名                   | 原文片名               | 導演                          | 製作國        |
| -------------------------- | ---------------------- | ----------------------------- | ------------- |
| 《》（1995年）             | Подземље               | 艾米爾·庫斯杜力卡             | 南斯拉夫      |
| 《享宴Hold不住》（2017年） | Le Sens de la fête     | 艾力克·多倫達諾 奧力佛·那卡契 | 法國          |
| 《窮山惡水》（1973年）     | Badlands               | 泰倫斯·馬利克                 | 美国          |
| 《弗洛》                   | Flo                    | 傑拉丁·達農                   | 法國          |
| 《末路狂花》（1991年）     | Thelma & Louise        | 雷利·史考特                   | 美国          |
| 《火星快車》               | Mars Express           | 傑若米·佩林                   | 法國          |
| 《蕩婦卡門》（1983年）     | Carmen                 | 卡洛斯·索拉                   | 西班牙        |
| 《緩坡上的夏天》（1987年） | L'Eté en pente douce   | 傑哈·卡胡奇                   | 法國          |
| 《沉悶苦夏》（1983年）     | L'Été meurtrier        | 讓·貝克                       | 法國          |
| 《猛龍過江》（1972年）     | 《猛龍過江》（1972年） | 李小龍                        | 英屬香港      |
| 《奔向驕陽》（1992年）     | Sarafina!              | 達雷爾·魯特                   | 南非          |
| 《夢幻列車》（1990年）     | Alberto express        | 亞瑟·喬菲                     | 加拿大、 法國 |

## 平行單元

### 導演雙週
以下電影被選定為導演雙週單元：
| 中文片名                      | 原文片名                                                 | 導演                       | 製作國                        |
| 長片單元                      | 長片單元                                                 | 長片單元                   | 長片單元                      |
| ----------------------------- | -------------------------------------------------------- | -------------------------- | ----------------------------- |
| 《罪後審判》（開幕片）        | Le procès Goldman                                        | 塞德烈·卡恩                | 法國                          |
| 《阿格拉》                    | Agra                                                     | 卡努·貝爾                  | 印度                          |
| 《另一個勞倫斯》              | L'autre Laurens                                          | 克勞德·施密茨              | 比利时、 法國                 |
| 《霧中潛行》*                 | Bên trong vỏ kén vàng                                    | 范天安                     | 越南、 新加坡、 法國、 西班牙 |
| 《黑鳥．黑莓．送貨員》        | Blackbird Blackbird Blackberry                           | 埃琳娜·納瓦里亞尼          | 、 瑞士                       |
| 《恩典》*                     | Блажь                                                    | 伊利亞·波沃斯基            | 俄羅斯                        |
| 《科南》‡                     | Conann                                                   | 貝特朗·曼迪柯              | 比利时、 法國、 盧森堡        |
| 《生物》                      | Creatura                                                 | 艾蓮娜·馬丁                | 西班牙                        |
| 《應得獎賞》                  | Déserts                                                  | 法奧齊·班沙迪              | 法國、 德国、 摩洛哥、 比利时 |
| 《熊熊燃燒》*                 | In Flame                                                 | 扎拉·卡恩                  | 加拿大、 巴基斯坦             |
| 《腿》                        | Légua                                                    | 菲莉帕·雷斯 若奧·米勒·格拉 | 葡萄牙、 法國、 義大利        |
| 《方法之书》                  | Le Livre des solutions                                   | 米歇·龔德里                | 法國                          |
| 《曼巴爾·皮埃雷特》           | Mambar Pierrette                                         | 羅辛·姆巴卡姆              | 喀麦隆、 比利时               |
| 《三寶奇謀闖天關》*           | Riddle of Fire                                           | 韋斯頓·拉佐利              | 美国                          |
| 《做某件事時的感覺已然消逝》* | The Feeling That The Time For Doing Something Has Passed | 喬安娜·阿諾                | 美国                          |
| 《甜蜜的東方》                | The Sweet East                                           | 西恩·普萊斯·威廉斯         | 美国                          |
| 《王子》‡                     | Un prince                                                | 皮埃爾·克雷頓              | 法國                          |
| 《小白船》*‡                  | 《小白船》*‡                                             | 耿子涵                     | 中国                          |
| 《我們的一天》（閉幕片）      | 우리의 하루                                              | 洪常秀                     |                               |
| 特別展映                      |                                                          |                            |                               |
| 《亞伯拉罕山谷》（1993年）    | Vale Abraão                                              | 曼諾·迪·奧利維拉           | 葡萄牙、 法國、 瑞士          |
| 短片單元                      |                                                          |                            |                               |
| 《房子著火了，不妨暖和一下》  | La Maison brûle, autant se réchauffer                    | 穆盧·艾特·利奧特納         | 阿尔及利亚                    |
| 《頭腦風暴》Ⓓ                 | Dans la tête un orage                                    | 克萊門特·佩羅-紀堯姆       | 法國                          |
| 《亨利的生日》                | Il compleanno di Enrico                                  | 弗朗切斯科·索賽            | 德国、 義大利、 法國          |
| 《我看到了魔鬼的臉》‡         | J'ai vu le visage du diable                              | 朱莉婭·科瓦爾斯基          | 法國、 波蘭                   |
| 《檸檬樹》                    | Lemon Tree                                               | 瑞秋·沃爾登                | 美国                          |
| 《瑪格麗特89》                | Margarethe 89                                            | 瑪麗亞姆·塔法科里          | 法國                          |
| 《醉心》‡Ⓓ                    | مست دل                                                   | 瑪麗亞姆·塔法科里          | 伊朗                          |
| 《熱水》                      | ゆ                                                       | 平井敦士                   | 日本                          |
| 《紅海讓我想哭》              | The Red Sea Makes Me Wanna Cry                           | 法里斯·阿爾傑布            | 约旦                          |
| 《夏日副本》                  | 《夏日副本》                                             | 潘越                       | 中国、 英国                   |

* 表示為導演的首部長片，可角逐金攝影機獎。
‡ 表示為LGBT題材電影，可角逐酷兒棕櫚獎。
Ⓓ 表示為紀錄片，可角逐金眼睛獎。

### 國際影評人週
以下電影被選定為國際影評人週單元：
| 中文片名                     | 原文片名                       | 導演                          | 製作國                                                       |
| 長片競賽                     | 長片競賽                       | 長片競賽                      | 長片競賽                                                     |
| ---------------------------- | ------------------------------ | ----------------------------- | ------------------------------------------------------------ |
| 《屋內下雨》*                | Il pleut dans la maison        | 帕洛瑪·塞爾蒙-戴              | 比利时、 法國                                                |
| 《真主保佑一個男孩》*        | ان شاء الله ولد                | 阿姆賈德·艾爾·拉希德          | 约旦、 法國、 沙烏地阿拉伯、                                 |
| 《鬼夢遊》*                  | 잠                             | 柳在善                        |                                                              |
| 《欣喜若狂》*                | Le Ravissement                 | 伊里斯·卡爾滕貝克             | 法國                                                         |
| 《斜線扣殺》*‡               | Levante                        | 莉拉·哈拉                     | 巴西、 乌拉圭、 法國                                         |
| 《失去的國度》               | Lost Country                   | 弗拉基米爾·佩里希奇           | 法國、 塞爾維亞、 盧森堡                                     |
| 《虎紋少女》*                | Tiger Stripes                  | 余修善                        | 马来西亚、 臺灣、 新加坡、 法國、 德国、 荷蘭、 印度尼西亞、 |
| 特別展映（長片）             |                                |                               |                                                              |
| 《小嫉妒》（開幕片）         | Àma Gloria                     | 瑪莉耶·阿瑪秋凱莉             | 法國                                                         |
| 《文森特必須死》*            | Vincent doit mourir            | 史蒂芬·卡斯唐                 | 法國、 比利时                                                |
| 《給我愛過的前任們》         | Le Syndrome des Amours Passées | 安·西羅特 拉斐爾·巴魯波尼     | 比利时、 法國                                                |
| 《愛離巢》（閉幕片）         | La fille de son père           | 埃爾文·勒·杜克                | 法國                                                         |
| 短片競賽                     |                                |                               |                                                              |
| 《阿爾赫》                   | Arkhé                          | 阿曼多·納瓦羅                 | 墨西哥                                                       |
| 《波萊羅》‡                  | Boléro                         | 南斯·拉博德-喬達              | 法國                                                         |
| 《會計師》                   | Contadores                     | 伊拉蒂·戈羅斯蒂迪·阿吉雷克斯  | 西班牙                                                       |
| 《閃閃發光的身體》           | Corpos Cintilantes             | 伊內斯·特謝拉                 | 葡萄牙                                                       |
| 《我答應你天堂》             | I promise you paradise         | 穆拉德·穆斯塔法               | 埃及、 法國、                                                |
| 《鱷魚》                     | Krokodyl                       | 大衛·博扎克                   | 波蘭                                                         |
| 《紫色的季節》               | La saison pourpre              | 克萊門斯·布歇羅               | 法國                                                         |
| 《戰鬥的真相》               | Prava istina priče o šori      | 安德烈·斯拉維切克             | 、 西班牙                                                    |
| 《痛苦的方式》               | Via Dolorosa                   | 瑞秋·古特斯                   | 法國                                                         |
| 《一個散步的夜晚》           | 《一個散步的夜晚》             | 舒輝                          | 中国                                                         |
| 特別展映（短片）             |                                |                               |                                                              |
| 《午夜皮膚》                 | Midnight Skin                  | 馬諾利斯·馬夫里斯             | 希腊、 法國                                                  |
| 《別哭加百列》               | Pleure pas Gabriel             | 瑪蒂爾德·夏瓦內               | 法國                                                         |
| 《陌生人》‡                  | Stranger                       | 珍妮·貝絲 艾瑞斯·查賽涅       | 法國                                                         |
| 客座邀請：莫雷利亞國際電影節 |                                |                               |                                                              |
| 《離開又回來》Ⓓ              | Ir y Volver                    | 荷西·裴瑪爾                   | 墨西哥、 比利时、 匈牙利                                     |
| 《我告訴你的事情》Ⓓ          | Las cosas que te digo          | 丹妮拉·席爾瓦·索洛薩諾        | 墨西哥、 葡萄牙                                              |
| 《短片》                     | El cortometraje                | 何塞·路易斯·伊索德·阿魯巴雷納 | 墨西哥                                                       |

* 表示為導演的首部長片，可角逐金攝影機獎。
‡ 表示為LGBT題材電影，可角逐酷兒棕櫚獎。
Ⓓ 表示為紀錄片，可角逐金眼睛獎。

### ACID
以下電影被選定為ACID單元：
| 中文片名         | 原文片名               | 導演                            | 製作國                     |
| ---------------- | ---------------------- | ------------------------------- | -------------------------- |
| 《凱蒂藍調》Ⓓ    | Caiti Blues            | 賈斯汀·哈博尼爾                 | 法國、 加拿大              |
| 《逃脫的夢》     | 逃げきれた夢           | 二宫隆太郎                      | 日本                       |
| 《極限狀態》Ⓓ    | État limite            | 尼古拉斯·佩杜茲                 | 法國                       |
| 《在回顧中》Ⓓ    | In the Rearview        | 馬切克·哈梅爾                   | 波蘭、 法國                |
| 《讓我》         | Laissez-moi            | 馬克西姆·拉佩茲                 | 瑞士、 法國、 比利时       |
| 《琳達想吃雞肉》 | Linda veut du poulet ! | 琪亞拉·馬爾塔 塞巴斯蒂安·勞登巴 | 法國、 義大利              |
| 《權力法案》Ⓓ    | Machtat                | 索尼婭·本·斯拉瑪                | 突尼西亞、 黎巴嫩、 法國、 |
| 《大海及其波浪》 | La mer et ses vagues   | 莉娜·卡西爾 雷諾·帕紹           | 法國、 黎巴嫩              |
| 《諾姆》         | Nome                   | 薩娜·那·恩哈達                  | 、 法國、 葡萄牙、 安哥拉  |

Ⓓ 表示為紀錄片，可角逐金眼睛獎。

## 獎項

### 官方獎項[34]
正式競賽
- 金棕櫚獎：《一場墜樓的剖析》– 潔絲汀·楚特
- 評審團大獎：《夢想集中營》– 喬納森·格雷澤
- 最佳導演獎：陳英雄 –《法式火锅》
- 最佳女演員獎：梅薇·迪茲達 –《春風勁草》
- 最佳男演員獎：役所廣司 –《我的完美日常》
- 最佳劇本獎：坂元裕二 –《怪物》
- 評審團獎：《落葉》– 阿基·郭利斯馬基

金攝影機獎
- 金攝影機獎：《霧中潛行》– 范天安

短片競賽
- 短片金棕櫚獎：《二十七》– 弗洛拉·安娜·布達
- 特別提及獎：《撞窗之鳥》– 貢納爾·馬丁斯多蒂爾·施呂特

一種注目
- 最佳影片：《非關性愛》– 莫莉·曼寧·沃克（英语：Molly Manning Walker）
- 評審團獎：《屍袋（法语：Les Meutes）》– 卡邁勒·拉茲拉克（法语：Kamal Lazraq）
- 最佳導演獎：阿絲茉·艾·穆迪（阿拉伯语：أسماء المدير） –《所有謊言的起源（阿拉伯语：كذب أبيض (فيلم)）》
- 自由獎：《再見茱莉亞（阿拉伯语：وداعا جوليا (فيلم)）》– 穆罕默德·科爾多法尼（阿拉伯语：محمد كردفاني）
- 群戲獎：《布里提之花（法语：La Fleur de buriti）》– 朱奧·薩拉維撒（葡萄牙語：João Salaviza）、芮妮·納德·梅索拉
- 新聲音獎：《預兆（法语：Augure (film)）》– 巴洛吉·齊亞尼（法语：Baloji）

榮譽金棕櫚
- 榮譽金棕櫚獎：麥克·道格拉斯[35]、哈里遜·福特[36]

電影基石
- 首獎：《挪威後裔》– 瑪琳·艾蜜莉
- 二獎：《下水洞》– 黃惠仁
- 三獎：《月亮》– 扎納布·瓦克里姆

### 會外獎項
費比西獎
- 正式競賽：《夢想集中營》– 喬納森·格雷澤
- 一種注目：《血色之路（西班牙语：Los colonos）》– 菲利培·加貝茲（西班牙语：Felipe Gálvez）
- 平行單元：《斜線扣殺（英语：Power Alley）》– 莉拉·哈拉（影評人週）

天主教人道精神獎
- 天主教人道精神獎（法语：Prix du jury œcuménique du Festival de Cannes）：《我的完美日常》– 文·溫德斯
- 特別提及：《老橡樹酒館》– 肯·洛區

導演雙週
- 歐洲電影院獎（法语：Label Europa Cinemas）：《生物（西班牙语：Creatura）》– 艾蓮娜·馬丁（西班牙语：Elena Martín Gimeno）
- SACD獎（法语：Prix SACD）：《王子（法语：Un prince）》– 皮埃爾·克雷頓（法语：Pierre Creton）
- 金馬車獎（法语：Carrosse d'or）：蘇萊曼·西塞（法语：Souleymane Cissé）[37]

國際影評人週
- 影評人週大獎（法语：Grand prix de la Semaine de la critique）：《虎紋少女》– 余修善
- 評審團法式觸動獎：《屋內下雨》– 帕洛瑪·塞爾蒙-戴（法语：Paloma Sermon-Daï）
- 明日之星獎：約萬·吉尼奇 －《失去的國度（法语：Lost Country）》
- 短片發現獎：《波萊羅》－ 南斯·拉博德-喬達
- 發行資助獎：Pyramide Distribution（發行商） －《真主保佑一個男孩》－ 阿姆賈德·艾爾·拉希德
- SACD獎（法语：Prix SACD du Festival de Cannes）：《欣喜若狂（法语：Le Ravissement）》－ 伊里斯·卡爾滕貝克
- Canal+短片獎：《波萊羅》－ 南斯·拉博德-喬達

金眼睛獎
- 金眼睛獎：
  - 《出走的女兒（阿拉伯语：بنات ألفة (فيلم)）》– 卡勞瑟爾·賓·汗耶（阿拉伯语：كوثر بن هنية）
  - 《所有謊言的起源（阿拉伯语：كذب أبيض (فيلم)）》– 阿絲茉·艾·穆迪（阿拉伯语：أسماء المدير）
- 特別表彰：《麵包與玫瑰》– 薩赫拉·馬尼

酷兒棕櫚獎
- 酷兒棕櫚獎：《怪物》– 是枝裕和
- 短片酷兒棕櫚獎：《波萊羅》– 南斯·拉博德-喬達

法蘭索瓦·夏萊獎
- 法蘭索瓦·夏萊獎（法语：Prix François-Chalais）：《出走的女兒（阿拉伯语：بنات ألفة (فيلم)）》– 卡勞瑟爾·賓·汗耶（阿拉伯语：كوثر بن هنية）

坎城原聲帶獎
- 坎城原聲帶獎：米卡·李維（英语：Mica Levi） –《夢想集中營》

高等技術委員會獎
- CST藝術家技術員獎：強尼·伯恩（英语：Johnnie Burn）（音效）–《夢想集中營》
- CST青年電影技術員獎：安妮-索菲·戴爾席瑞（佈景設計師） –《瑪格麗特戀習題（法语：Le Théorème de Marguerite）》

狗狗金棕櫚獎
- 狗狗金棕櫚獎（法语：Palme Dog）：Messi  –《一場墜樓的剖析》
- 評審團大獎：Alma –《落葉》
- 最搶鏡狗狗獎：四腿表演之狗 –《盜墓奇美拉》
- 特別推薦狗狗獎：Susie –《文森特必須死（法语：Vincent doit mourir）》
- 狗道主義精神獎：伊莎貝拉·羅塞里尼
- 終身成就獎：肯·洛區

蕭邦獎
- 蕭邦最具潛質演員獎（法语：Trophée Chopard）：
  - 達里爾·麥柯馬克（英语：Daryl McCormack）
  - 娜歐蜜·艾基

公民權益獎
- 公民獎：《出走的女兒（阿拉伯语：بنات ألفة (فيلم)）》－ 卡勞瑟爾·賓·汗耶（阿拉伯语：كوثر بن هنية）
- 特別提及：《青春（春）》－ 王兵

積極電影獎
- 積極電影獎：《出走的女兒（阿拉伯语：بنات ألفة (فيلم)）》－ 卡勞瑟爾·賓·汗耶（阿拉伯语：كوثر بن هنية）

法國藝術院線聯盟電影藝術與隨筆獎
- 法國藝術院線聯盟電影藝術與隨筆獎：《盜墓奇美拉》– 艾莉絲·羅爾瓦雀
- 特別提及：《落葉》– 阿基·郭利斯馬基

皮埃爾·安熱尼尤獎
- 皮埃爾·安熱尼尤獎：巴瑞·艾克洛德（英语：Barry Ackroyd）

## 紀錄
- 蒙古電影首度入選坎城影展官方單元。[39]
- 余修善執導的《虎紋少女》獲得國際影評人週大獎，是為馬來西亞電影首度在坎城影展獲獎，亦是東南亞導演首度獲得國際影評人週大獎。[40]

## 外部連結
- 官方网站